# クルップ家
クルップ家（クルップけ、Familie Krupp）は、ドイツ最大の鉄鋼業と重工業のコンツェルン「クルップ社」の創業一族で、ドイツの産業界に強い影響力を持った。1986年に最後の当主の死により断絶した。
グスタフ・クルップは第二次世界大戦でナチス政権に協力して戦後ニュルンベルク裁判にかけられた。